# Enel X
Enel X Global Retail es la línea de negocio global del Grupo Enel que opera en el campo de los servicios de suministro, gestión de energía y la movilidad eléctrica, tanto pública como privada, con una cartera de productos y servicios de valor añadido cuyo objetivo es fomentar un uso más autónomo y sostenible de la energía. Su oficina principal está en Roma.

## Historia
Enel X se fundó el 5 de junio de 2017 con el nombre de e-Solutions, y recibió del Grupo Enel la experiencia y proyectos relacionados con las áreas más innovadoras del sector eléctrico, con el fin de desarrollarlo y evolucionarlo mediante la creación de productos y servicios con un alto coeficiente digital en las áreas Business-to-Business, Business-to-Consumer y Business-to-Government.
Enel X expandió progresivamente sus servicios mediante la adquisición de empresas especializadas en sectores estratégicos para la digitalización de los servicios de energía, y mediante la creación de asociaciones con empresas de otros sectores, como automovilística, domótica, y ITC. También opera en el campo de la movilidad eléctrica permitiendo la instalación progresiva de puntos de recarga en toda Italia. Esto se logró con un plan nacional destinado a la instalación de infraestructuras de carga para vehículos eléctricos, anunciado por primera vez el 9 de noviembre de 2017 durante el evento e-Mobility Revolution en Vallelunga. En julio de 2018, Enel X adquirió el 21% de Ufinet International, una plataforma que opera en el sector de banda ultra ancha en América Latina En el mismo período, la subsidiaria de Enel adquirió la compañía de servicios energéticos Yousave, expandiendo así su actividad en el campo de la eficiencia energética, con un enfoque en la digitalización de energía. En octubre de 2018, Enel X anunció que su subsidiaria EnerNOC, Inc. cambió de nombre a Enel X, integrando las soluciones energéticas avanzadas de Enel en Norteamérica en una sola marca. Esta es una de sus adquisiciones importantes realizadas en los Estados Unidos, así como las de Demand Energy (DEN) y eMotorWerks. El 20 de diciembre de 2018, Enel X e Infracapital firmaron un acuerdo para lanzar una plataforma dedicada a los proyectos de eficiencia energética para clientes business. En septiembre de 2018, durante el evento e-Mobility Revolution 2.0 en el Autódromo de Vallelunga, se anunció una nueva gama de productos “Juice”, así como los progresos en el plan de instalación de nuevos puntos de carga en Italia. En enero de 2019, Enel X se convirtió en el líder del sector demand response en el período 2021-2023 en Polonia, con una participación de alrededor del 70% en ese sector. Para desarrollar las actividades de movilidad eléctrica, en junio de 2019, Enel X y FCA firmaron un acuerdo de asociación para promover el uso de vehículos eléctricos. Su compromiso con el sector también lo demuestra la asociación de Enel X con Hyundai en octubre de 2019, que comprende la posibilidad de recargar vehículos eléctricos en las infraestructuras de recarga pública de Enel X, así como las otras asociaciones con fabricantes de automóviles como Audi, PSA y Smart. 
En 2019 lanzó el proyecto “Vivi Meglio”  con el objetivo de promover la eficiencia energética y la modernización tecnológica, así como mejorar los estándares de seguridad en la industria de la construcción. En el mismo año, en el IBM Center de Milán, fue lanzado Homix,  que integra Alexa  y permite el desarrollo del concepto de termostato inteligente, el cual transforma el dispositivo en un instrumento digital que ayuda a gestionar el consumo, la seguridad y la iluminación en el hogar a través del aprendizaje de los hábitos domésticos. En enero de 2020, Enel X presentó JuiceAbility, el primer dispositivo para recargar sillas de ruedas eléctricas utilizando los puntos de recarga para vehículos eléctricos, junto con JuiceBox, JuicePump y JuiceLamp mini. Estos dispositivos se presentaron durante el Consumer Electronics Show - CES en Las Vegas, en enero de 2020.
Además, a finales de octubre de 2020 nació Enel X Pay con el objetivo de ampliar el ecosistema de soluciones para los servicios de pagos físicos y digitales. En el mismo período, se completó la adquisición de Paytipper S.p.A. y Cityposte Payment. En 2022, los servicios de movilidad eléctrica de Enel X se incorporaron a Enel X Way, la nueva línea de negocio global del Grupo Enel dedicada a la movilidad sostenible. Su objetivo es acelerar el desarrollo de la infraestructura de carga para vehículos eléctricos. En el mismo año, las actividades de venta de materias primas (electricidad y gas) del Grupo Enel pasaron a la gestión de Enel X. Con este fin, se creó la línea de negocio global Enel X Global Retail para promover una oferta integrada de soluciones diseñadas en torno a las necesidades de las personas, instituciones y empresas, que les permitan tomar decisiones energéticas más eficientes y conscientes.El 11 de octubre de 2024, la empresa cesó sus actividades en el sector de la movilidad eléctrica en Estados Unidos y Canadá, gestionadas por la filial Enel X Way USA. Para gestionar el cierre, se encargó a una empresa tercera especializada, responsable de las actividades remanentes y de la comunicación con clientes y socios. Además, en noviembre de 2024, la red de recarga de Enel X Way USA fue confiada a VoltiE Group Inc., con el fin de garantizar la continuidad del servicio y el funcionamiento de los dispositivos JuiceBox.

## Actividades

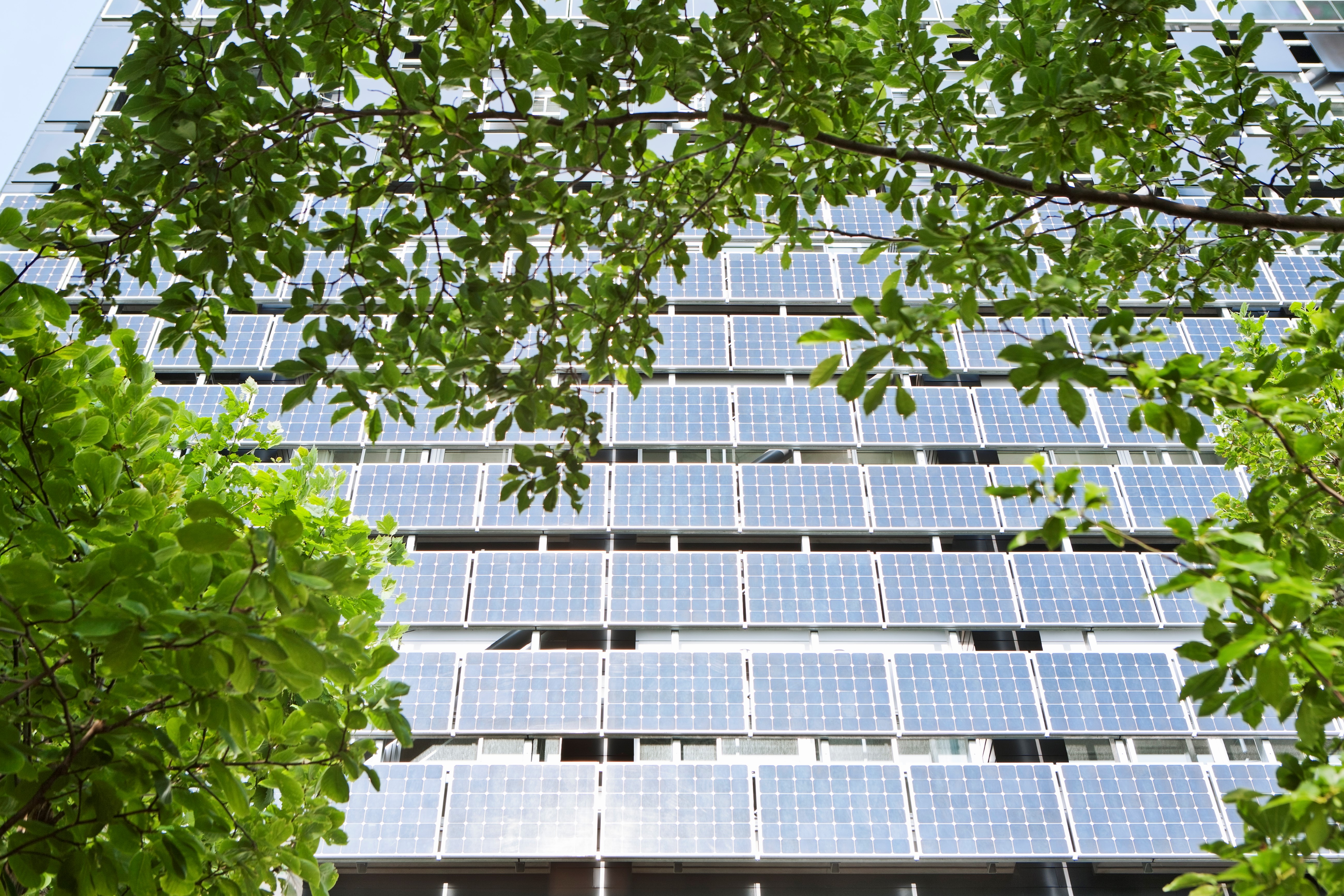
Paneles fotovoltaicos.

Enel X Global Retail gestiona servicios de demand response, con 9,3 GW de capacidad total, ha instalado 10,7 MW de almacenamiento behind-the-meter y cerca de 3 millones de puntos de luz en todo el mundo. Además, suministra energía a unos 55 millones de clientes cada día. El ecosistema de soluciones de Enel X Global Retail se basa en un modelo de negocio de plataforma que incluye activos para la optimización y la autoproducción de energía, soluciones premium de gestión y eficiencia energética, así como ofertas competitivas y flexibles, con el objetivo de ayudar a los clientes a trazar su hoja de ruta energética, acompañándolos desde la consultoría inicial hasta la ejecución de las soluciones.
Con una actitud positiva hacia la innovación, Enel X creó el  “Innovation & Product Lab”, para desarrollar y probar nuevos productos y servicios escalables con un enfoque de economía circular, a menudo incorporando el aporte creativo de empresas emergentes, centros de investigación, universidades y clientes. Las soluciones y servicios para la flexibilidad, como el Demand Response, el pago digital, los sistemas adaptativos de alumbrado público y City Analytics son un resultado directo de todo esto.
A finales de 2021, a partir del desarrollo de estos proyectos innovadores, Enel X y el Hospital Policlínico Universitario Agostino Gemelli desarrollaron Smart Axistance e-Well, un servicio de telemedicina con una aplicación diseñada para empresas.

## Premios
En 2017 Enel X recibió el Corporate Art Award en reconocimiento de “su capacidad de valorizar el patrimonio histórico y los proyectos urbanos a través de la iluminación artística”. En el ranking realizado por Navigant sobre el mercado de servicios para la recarga de vehículos eléctricos, Enel X ocupó el tercer lugar del podio. En 2019, el modelo de economía circular de Enel X tomó el centro del escenario en EXCO 2019, un evento centrado en la cooperación internacional.
En 2020, Enel X ha ocupado el segundo lugar entre las mejores empresas del mundo en los sectores de carga de vehículos eléctricos y Energy storage. El ranking ha sido elaborado por dos informes de Guidehouse Insights (“Leaderboard: EV Charging Hardware y “Leaderboard: Commercial and Industrial Energy Storage Systems Integrators”). En 2021 y 2022, Enel X se clasificó como líder del mercado en el informe de la Clasificación “Energía como Servicio” de Guidehouse Insights.